# Camptoprosopella ocellaris
Camptoprosopella ocellaris is een vliegensoort uit de familie van de Lauxaniidae. De wetenschappelijke naam van de soort is voor het eerst geldig gepubliceerd in 1892 door Townsend.